# مليندا هيل (ممثلة)
مليندا هيل (بالإنجليزية: Melinda Hill)‏ هي ممثلة أمريكية، ولدت في 22 ديسمبر 1972.

## وصلات خارجية
- الموقع الرسمي
- مليندا هيل على موقع IMDb (الإنجليزية)
- مليندا هيل على موقع روتن توميتوز (الإنجليزية)
- مليندا هيل على موقع قاعدة بيانات الفيلم (الإنجليزية)